# Кучис, Ауримас
Ауримас Кучис (лит. Aurimas Kučys; 22 февраля 1981, Паневежис, СССР) — литовский футболист, полузащитник.

## Биография

### Клубная карьера
Первым профессиональным клубом был «Экранас», в котором Кучис провёл восемь лет и сыграл 213 матчей, забил 25 мячей. В январе 2007 года побывал на просмотре криворожском «Кривбассе», но команде не подошёл. В марте 2007 году перешёл в латвийский клуб «Даугава» (Даугавпилс), подписал договор с клубом на один год. В январе 2008 года прибыл на просмотр в ахтырский «Нефтяник-Укрнефть», с которым позже подписал контракт. В чемпионате Украины дебютировал 1 марта 2008 года в матче «Черноморец» — «Нефтяник-Укрнафта» (0:1).
4 июля 2009 года прибыл на просмотр в днепропетровский «Днепр», а позже прибыл в расположение ужгородского «Закарпатья», с которым и подписал новый контракт. В новой команде дебютировал 17 июля 2009 года в матче «Мариуполь» — «Закарпатье» (1:0).

### Карьера в сборной
Выступал за молодёжную сборную Литвы до 21 года. В 2002 году дебютировал в сборной Литвы. Всего провёл 16 матчей за сборную Литвы. В 2005 году вместе со сборной выиграл кубок Балтики. После этого в сборной не играл два года. Вновь его вызвали в сборную в августе 2007 года на товарищеский матч с Туркменистаном.

### Личная жизнь
Его сын также профессиональный футболист.